# Bâlteni
Bâlteni es una comuna ubicada en el distrito de Gorj, Rumania.

## Superficie
Cuenta con una superficie de 91,61 kilómetros cuadrados.

## Demografía
Hasta 2021 la población era de 6359 habitantes, con una densidad de población de 69,41 habitantes por kilómetro cuadrado.